# Österön, Kimitoön
Österön är en ö i Finland. Den ligger i Skärgårdshavet och i kommunen Kimitoön i den ekonomiska regionen  Åboland i landskapet Egentliga Finland, i den sydvästra delen av landet. Ön ligger omkring 59 kilometer söder om Åbo och omkring 160 kilometer väster om Helsingfors.
Öns area är 17,7 hektar och dess största längd är 0,6 kilometer i sydöst-nordvästlig riktning.